# Reigen
Pour l’article homonyme, voir Reigen (opéra).
L'empereur Reigen (霊元天皇, Reigen tennō), 9 juillet 1654 - 24 septembre 1732, est le 112e empereur du Japon selon l'ordre de succession traditionnel. Il règne du 5 mars 1663 au 2 mai 1687.

## Généalogie
Le nom propre de l'empereur avant son accession au trône est Satohito (識仁). Il est le 16e fils de l'empereur Go-Mizunoo.
- Les Femmes de l'empereur Reigen[2].
  - Impératrice Takatsukasa Fusako (鷹司房子?)-- devient Shin-jyōsai (新上西門院?)
  - Matsuki Muneko (松木宗子?) -- devient Keihō (敬法門院?)

- Les fils de l'empereur Reigen[2]
  - 1re fils : Saishin (済深法親王) -- devient prêtre bouddhiste
  - 2e fils : Kanryū (寛隆法親王) -- devient prêtre bouddhiste
  - 3e fils : San-no-miya (三宮)
  - 4e fils : Asahito (朝仁親王) -- devient l'empereur Higashiyama[3]
  - 5e fils : Gyōen (尭延法親王) devient prêtre bouddhiste)
  - 6e fils : Tairei'in-no-miya (台嶺院宮)
  - 7e fils : Kyōgoku-no-miya Ayahito (京極宮文仁親王)
  - 8e fils : Sei-no-miya (清宮)
  - 9e fils : Saku-no-miya (作宮)
  - 10e fils : Syō'ou (性応法親王) -- devient prêtre bouddhiste
  - 11e fils : Toku-no-miya (徳宮)
  - 12e fils : Riki-no-miya (力宮)
  - 13e fils : Sonsyō (尊賞法親王) -- devient prêtre bouddhiste
  - 14e fils : Kachi-no-miya (嘉智宮)
  - 15e fils : Mine-no-miya (峯宮)
  - 16e fils : Arisugawa-no-miya Yorihito (有栖川宮職仁親王)
  - 17e fils : Son'in (尊胤法親王) -- devient prêtre bouddhiste
  - 18e fils : Gyōkyō (尭恭法親王) -- devient prêtre bouddhiste

- Les filles de l'empereur Reigen[2]
  - 1re fille : Chikōin-miya (知光院宮)
  - 2e fille : Ken'shi (憲子内親王)
  - 3e fille : Masako (栄子内親王)
  - 4e fille : daughter: Tsuna-no-miya (綱宮)
  - 5e fille : Tomiko (福子内親王)
  - 6e fille : Eisyū (永秀女王)
  - 7e fille : Ume-no-miya (梅宮)
  - 8e fille : Katsuko (勝子内親王)
  - 9e fille : Bunki (文喜女王)
  - 10e fille : Gensyū (元秀女王)
  - 11e fille : Bun'ō (文応女王)
  - 12e fille : Tome-no-miya (留宮)
  - 13e fille : Yoshiko (吉子内親王)
  - 14e fille : Yae-no-miya (八重宮)

## Les événements de la vie de Reigen-tennō
Reigen devient héritier après la mort de son frère aîné, l'empereur Go-Kōmyō en 1654, puis devient empereur après le mort d'un autre frère aîné, l'empereur Go-Sai en 1663.

### L'ère Kanbun
- Kanbun 5, le 6e mois (1665): On établit, dans toutes les villes et tous les villages de l'empire, des cours inquisitoriales, chargées d'examiner quelle est la croyance des habitants afin de détruire tous les restes du Christianisme. Au cours de la même année, on détermine des mesures pour les différentes étoffes[4].

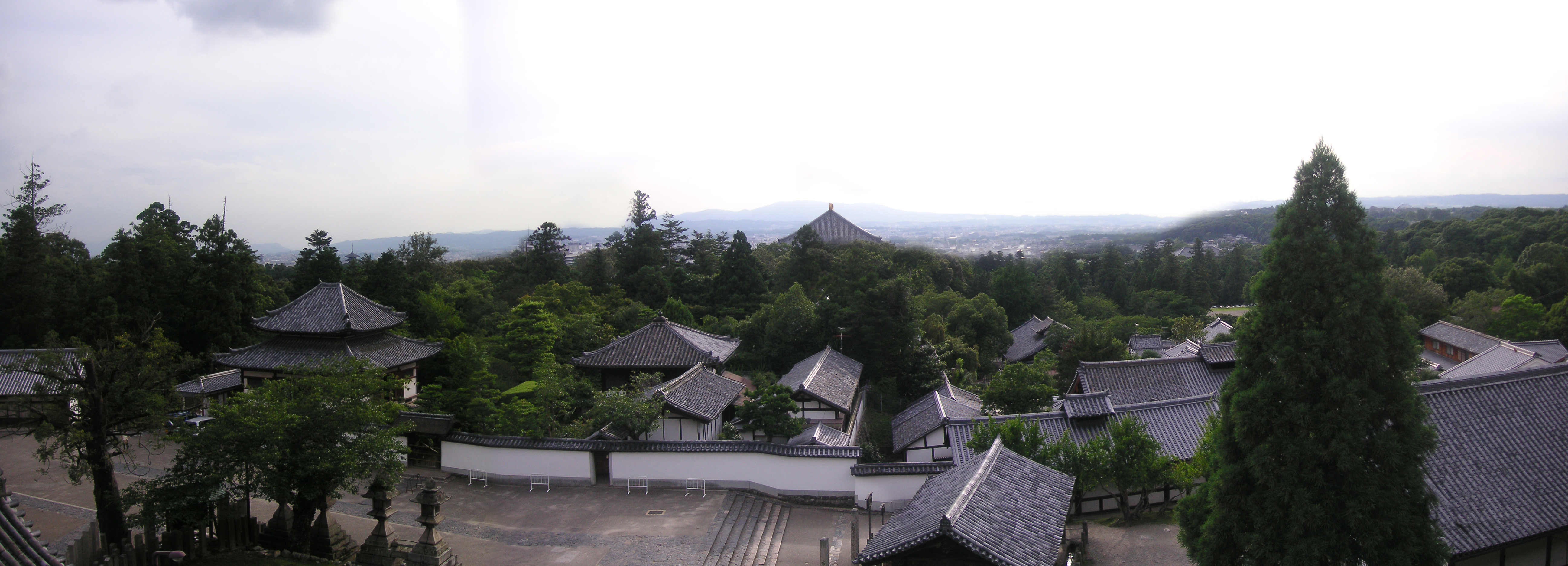
Vue vers le toit de Tōdai-ji Nara, vue panoramique de Nigatsu-dō.

- Kanbun 6, le 4e mois (1666) : Après un grand incendie dévastateur, commence la reconstruction du Nigatsu-dō (二月堂) à Nara[5].
- Kanbun 8, le 1er du 2e mois (1668) : À Edo, grand incendie qui dure quarante-cinq jours[5].
- Kanbun 9 (1669) : Grande famine au Japon[5].

### L'ère Enpō
- Enpō gannen ou Enpō 1 (1673) : Grand incendie à Miyako[5].

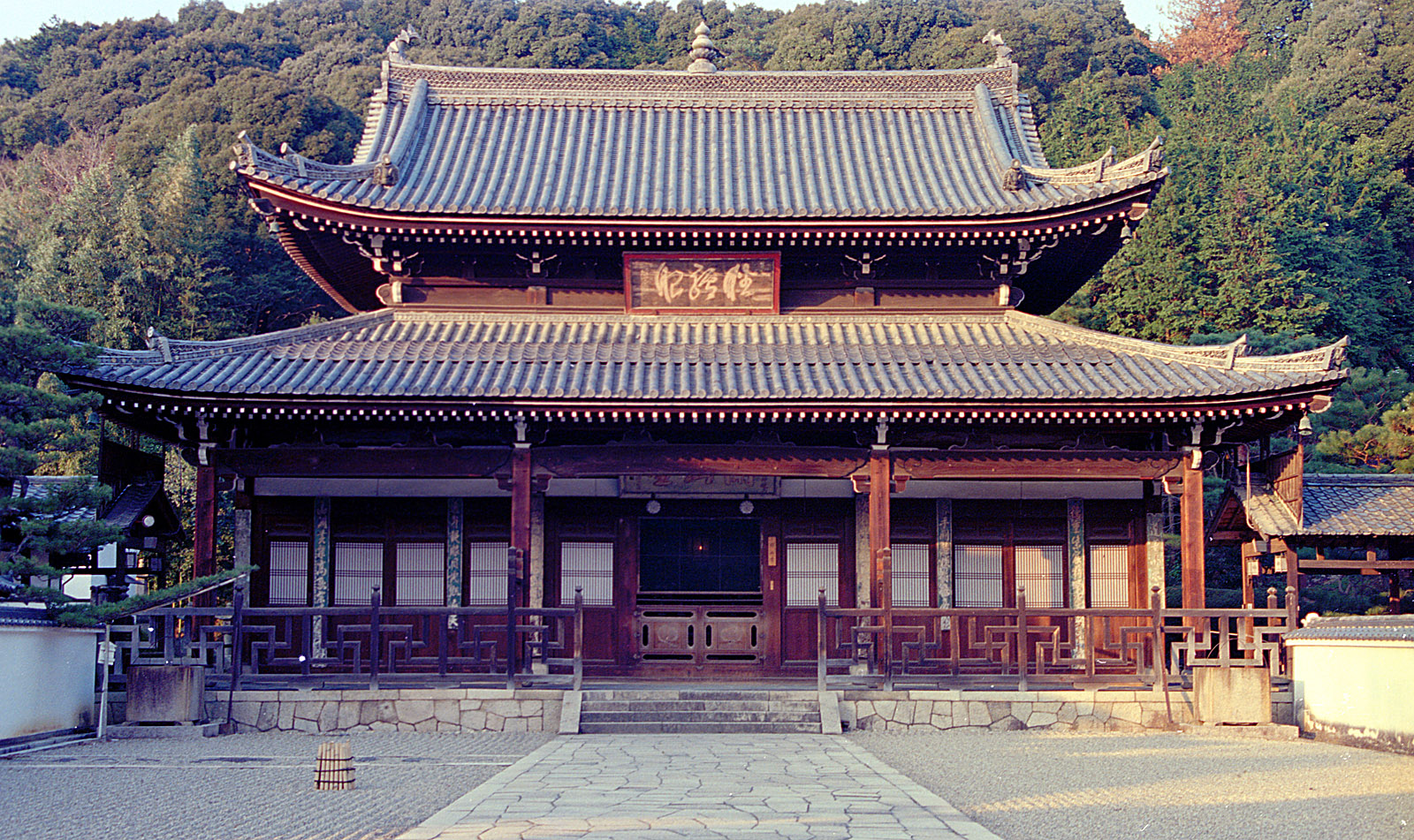
Le prêtre Ingen Ryūki meurt à Mampuku-ji en 1673.

- Enpō 1 (1673) : Le fondateur d'Ōbaku-shu, une école japonaise du zen, meurt au Mampuku-ji, le premier temple de cette école. Ce grand prêtre, Ingen Ryūki (aussi connu par son nom chinois, Yinyuan Longqi), a établi ce monastère près d'Uji en 1661. En 1671, il établit Zuishō-ji, deuxième temple et monastère de Ōbaku-shu à Shirokane près d'Edo[5].
- Enpō 3 (1675) : Grand incendie à Miyako[5].
- Enpō 8, le 8e de la 3e lune (1685) : Shogun Tokugawa Ietsuna meurt et Tokugawa Tsunayoshi lui succède[5].
- Enpō 8, le 19e de la 3e lune (1685) : Mort de l'ancien empereur Go-Mizunoo-in[5].
- Enpō 8, le 8e mois (1685) : Grande inondation à Edo[5].
- Enpō 8 (1685) : Apparition d'un comète avec une queue extrêmement longue[5].

### L'ère Tenna
- Tenna gannen ou Tenna 1 (1681) : Tsuniyoshi reçoit l'investiture comme Shogun[5].
- Tenna 1, le 28e de la 12e mois (1681) : Un grand incendie éclate à Yedo[6].
- Tenna 2 (1682) : Une grande famine désole Miyako et les environs[6].

### L'ère Jōkyō
- Jōkyō 2, le 22e du 2e mois (1682) : L'ancien empereur Go-Sai-in meurt et apparition d'une grande comète[6].
- Jōkyō 4, le 21e du 3e mois (1687) : L'empereur abdique en faveur de son fils Asahito[6].

Reigen-in renonce le trône mais continue d'être au centre de la cour après sa démission en continue l'insei (système de gouvernement). Il renonce au monde en 1713 et devient prêtre bouddhiste nommé Sojō (素浄). Il meurt en 1732.

### L'ère Meiji
L'ancien prêtre Sojō—l'ancien empereur Reigen de l'époque d'Edo reçoit son nom posthume à l'époque moderne. Les savants de la période Kendai composent le nom Reigen-tenno (霊元天皇) avec les caractères kanji des deux empereurs légendaires :
Kōrei-tenno (孝霊天皇)... 7e empereur du Japon (règne : -290 au -215)
Reigen-tenno (霊元天皇)... 112e empereur du Japon (règne : 1663 au 1687)
Kōgen-tenno 孝元天皇)... 8e empereur du Japon (règne : -214 au -158)

## Les ères du règne de Reigen-tennō
- Ère Kanbun (寛文), 1661-1673
- Ère Enpō (延宝), 1673-1681
- Ère Tenna (天和), 1681-1684
- Ère Jōkyō (貞享), 1684-1688